# زبان چروکی
زبان چروکی زبانی است که توسط چروکیها مورد استفاده است این زبان، زبان چندترکیبی است و جزئی از زبان‌های بومی آمریکا محسوب می‌گردد.